# Balsamorhiza
Balsamorhiza é um género botânico pertencente à família Asteraceae.

## Espécies
- Balsamorhiza careyana
- Balsamorhiza deltoidea
- Balsamorhiza hookeri
- Balsamorhiza incana
- Balsamorhiza lanata
- Balsamorhiza macrolepis
- Balsamorhiza macrophylla
- Balsamorhiza rosea
- Balsamorhiza sagittata
- Balsamorhiza sericea
- Balsamorhiza serrata